# Upper East Side
O Upper East Side, comummente abreviado UES é um bairro nobre do condado de Manhattan, em Nova York, entre o Central Park e o Rio East. O Upper East Side está dentro de uma área delimitada pela 59th Street, 96th Street, Central Park e o Rio East e é considerado o bairro mais afluente da cidade.
Antigamente chamado de 'Silk Stocking District' nos últimos anos ficou conhecida por ser uma das áreas mais ricas de Nova York, tendo hoje alguns dos mais altos custos habitacionais dos Estados Unidos.
Foi o principal cenário na aclamada série Gossip Girl.